# Objetos próximos da Terra
Mais de 27.000 NEOs conhecidos, divididos em vários subgrupos orbitais
Um objeto próximo da Terra (NEO) é qualquer corpo menor do Sistema Solar cuja órbita o aproxima da Terra. Por convenção, um corpo do Sistema Solar é um NEO se sua aproximação mais próxima do Sol (periélio) for inferior a 1,3 unidades astronômicas (UA). Se a órbita de um NEO cruza a órbita da Terra e o objeto tem mais de 140 metros de diâmetro, é considerado um objeto potencialmente perigoso (PHO). A maioria dos PHOs e NEOs conhecidos são asteroides, mas uma pequena fração são cometas.
Existem mais de 29 000 asteroides próximos da Terra (NEAs) conhecidos e mais de uma centena de cometas próximos da Terra (NECs) de curto período conhecidos. Vários meteoroides em órbita solar eram grandes o suficiente para serem rastreados no espaço antes de atingir a Terra. Agora é amplamente aceito que as colisões no passado tiveram um papel significativo na formação da história geológica e biológica da Terra. Asteroides tão pequenos quanto 20 metros de diâmetro podem causar danos significativos ao ambiente local e às populações humanas. Asteroides maiores penetram na atmosfera até a superfície da Terra, produzindo crateras se impactarem um continente ou tsunamis se impactarem o mar. O interesse em NEOs aumentou desde a década de 1980 devido à maior conscientização desse perigo potencial. A prevenção de impacto de asteroides por deflexão é possível em princípio, e métodos de mitigação estão sendo pesquisados.
Duas escalas, a escala simples de Turim e a escala mais complexa de Palermo, classificam o risco apresentado por um NEO identificado com base na probabilidade de ele impactar a Terra e em quão graves seriam as consequências de tal impacto. Alguns NEOs tiveram classificações temporariamente positivas nas escalas de Turim ou Palermo após sua descoberta.
Desde 1998, os Estados Unidos, União Europeia e outras nações estão examinando o céu em busca de NEOs em um esforço chamado Spaceguard. O mandato inicial do Congresso dos Estados Unidos para a NASA catalogar pelo menos 90% dos NEOs com pelo menos 1 quilômetro de diâmetro, suficiente para causar uma catástrofe global, foi cumprido em 2011. Nos últimos anos, o esforço de pesquisa foi expandido para incluir objetos menores que têm potencial para danos em grande escala, embora não globais.
Os NEOs têm baixa gravidade na superfície e muitos têm órbitas semelhantes às da Terra que os tornam alvos fáceis para sondas espaciais. Em janeiro de 2019, cinco cometas próximos da Terra e cinco asteroides próximos da Terra foram visitados por sondas espaciais. Uma pequena amostra de um NEO foi devolvida à Terra em 2010, e missões semelhantes estão em andamento. Os planos preliminares para a mineração comercial de asteroides foram elaborados por empresas iniciantes privadas, seja através do uso de robôs ou mesmo enviando astronautas comerciais privados para atuar como mineradores espaciais.

## Definições

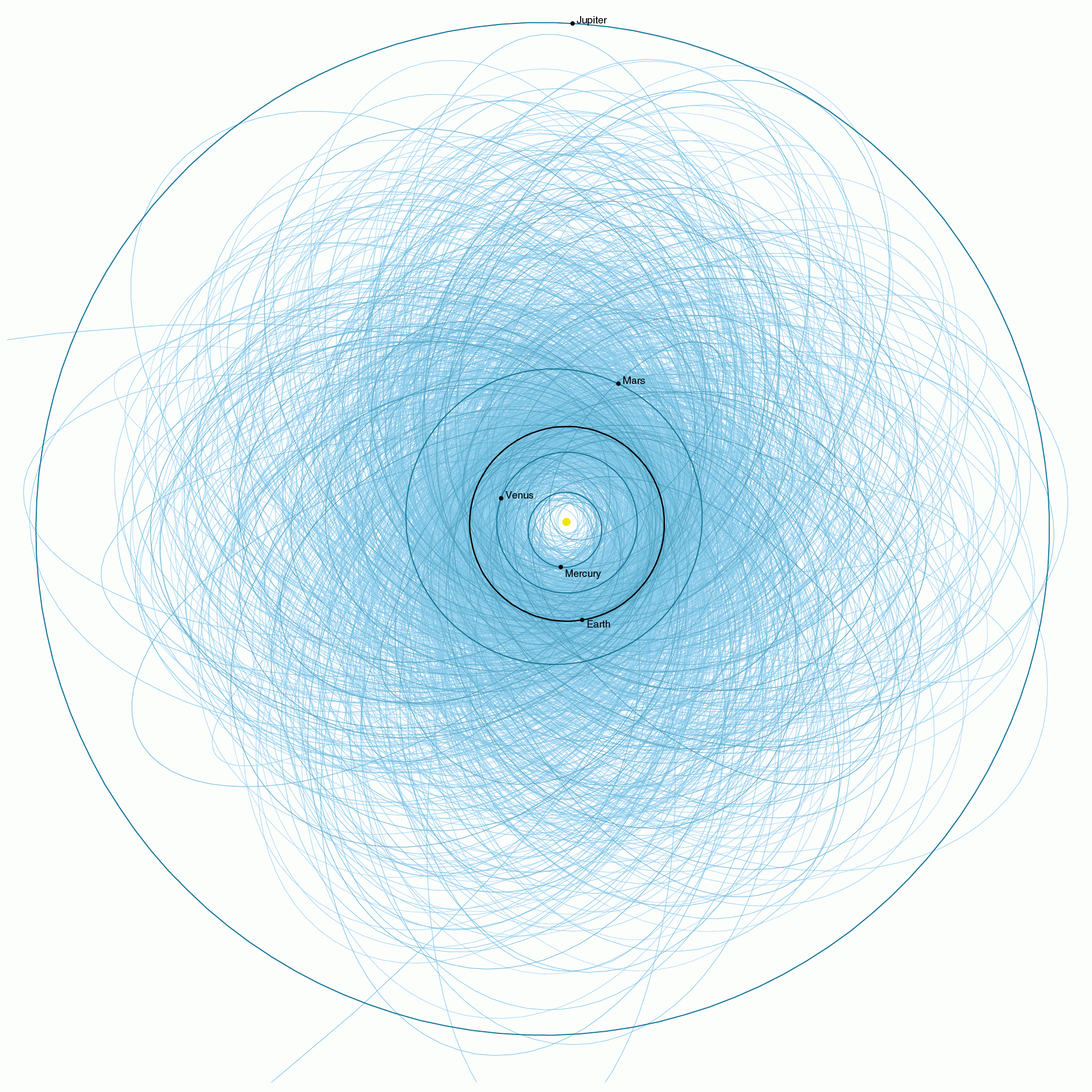
Gráfico de órbitas de asteroides potencialmente perigosos conhecidos (tamanho superior a 140 metros e passando dentro de 7,6×10^{6} km da órbita da Terra) no início de 2013 (imagem alternativa)

Objetos próximos da Terra (NEOs) são, por convenção, tecnicamente definidos como todos os corpos menores do Sistema Solar com órbitas ao redor do Sol que se situam parcialmente entre 0,983 e 1,3 unidades astronômicas (UA) do Sol. Os NEOs, portanto, não estão necessariamente próximos da Terra, mas podem se aproximar da Terra de forma relativamente próxima. O termo também é usado às vezes de forma mais flexível, por exemplo, para objetos em órbita ao redor da Terra ou para quase-satélites, que têm uma relação orbital mais complexa com a Terra.
Quando um NEO é detectado, como todos os outros corpos menores do Sistema Solar, suas posições e brilho são submetidos ao Minor Planet Center (MPC) da União Astronômica Internacional (IAU) para catalogação. O MPC mantém listas separadas de NEOs confirmados e NEOs potenciais. As órbitas de alguns NEOs cruzam a da Terra, então eles representam um perigo de colisão. São considerados objetos potencialmente perigosos (PHOs) se seu diâmetro estimado for superior a 140 metros. O MPC mantém uma lista separada para os asteroides entre os PHOs, os asteroides potencialmente perigosos (PHAs). Os NEOs também são catalogados por duas unidades separadas do Jet Propulsion Laboratory (JPL) da National Aeronautics and Space Administration (NASA): o Center for Near Earth Object Studies (CNEOS) e o Solar System Dynamics Group.
Os PHAs são definidos com base em dois parâmetros relacionados, respectivamente, ao seu potencial de se aproximar perigosamente da Terra e às consequências estimadas que um impacto teria se ocorrer. Objetos com uma distância mínima de interseção da órbita terrestre (MOID) de 0,05 UA ou menos e uma magnitude absoluta de 22,0 ou mais brilhante (um indicador aproximado de tamanho grande) são considerados PHAs. Objetos que não podem se aproximar da Terra (ou seja, MOID) do que 0,05 UA (7 500 000 km), ou que são mais fracos do que H = 22,0 (cerca de 140 m de diâmetro com albedo assumido de 14%), não são considerados PHAs. O catálogo da NASA de objetos próximos da Terra inclui as distâncias de aproximação de asteroides e cometas (expressas em distâncias lunares).

## História da conscientização humana de NEOs

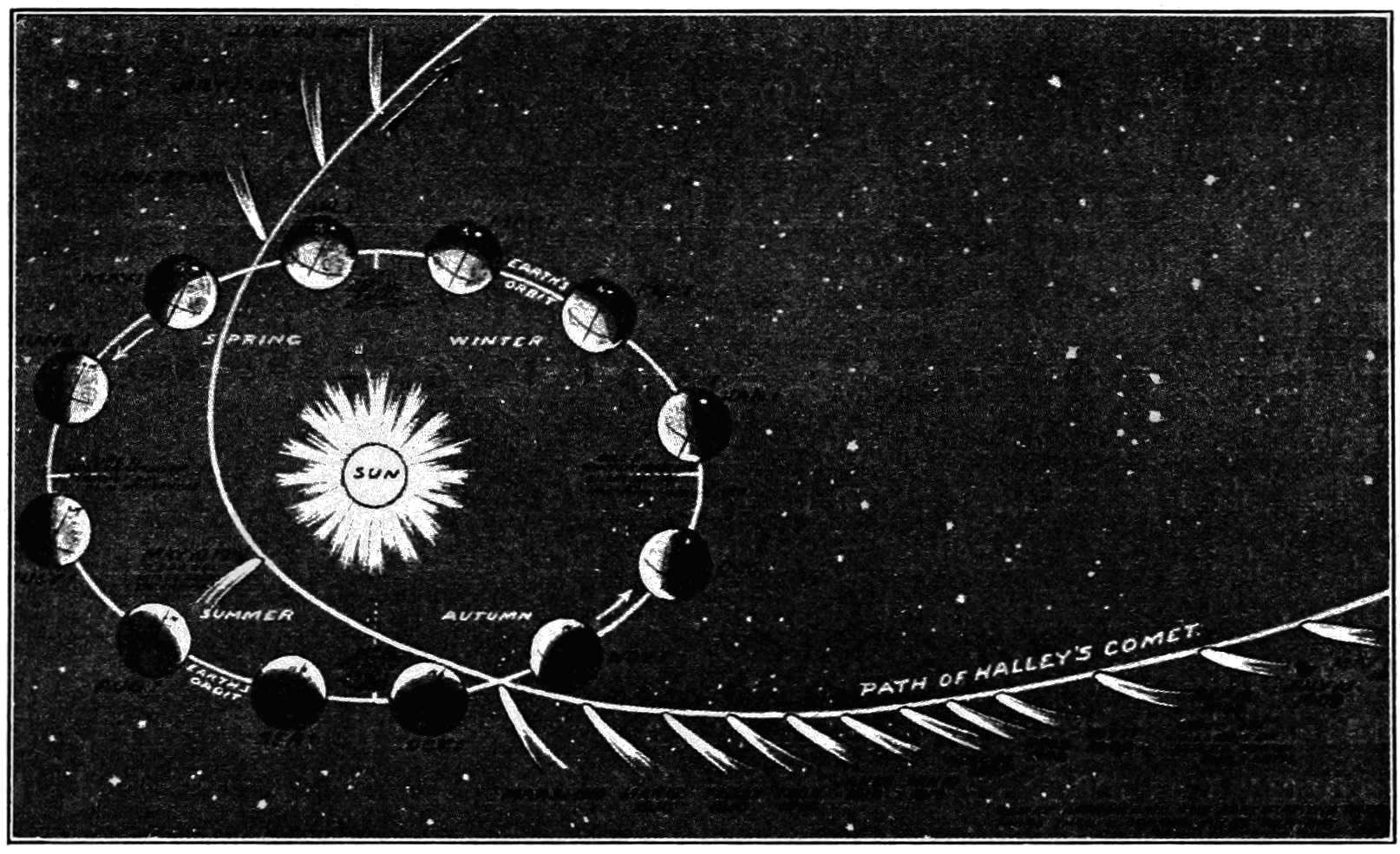
Desenho de 1910 do caminho do cometa Halley

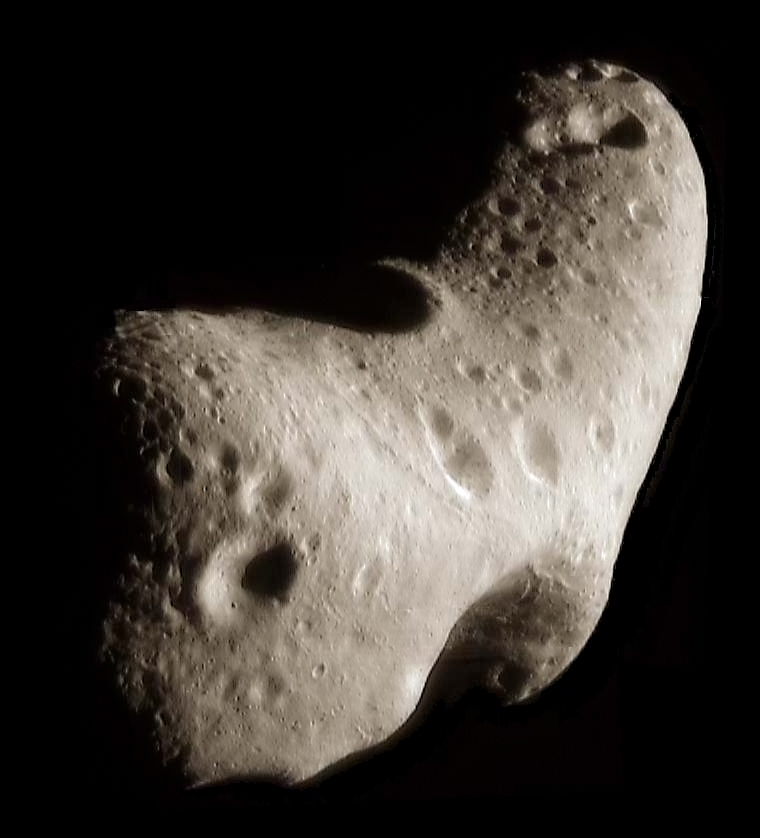
O asteroide 433 Eros próximo da Terra foi visitado por uma sonda na década de 1990

Asteroides conhecidos – em janeiro de 2018
Vídeo (0:55; 23 de julho de 2018)

Os primeiros objetos próximos da Terra a serem observados por humanos foram os cometas. Sua natureza extraterrestre foi reconhecida e confirmada somente depois que Tycho Brahe tentou medir a distância de um cometa através de sua paralaxe em 1577 e o limite inferior que obteve foi bem acima do diâmetro da Terra; a periodicidade de alguns cometas foi reconhecida pela primeira vez em 1705, quando Edmond Halley publicou seus cálculos de órbita para o objeto de retorno agora conhecido como cometa Halley. O retorno do cometa Halley em 1758-1759 foi a primeira aparição de cometa prevista. Foi dito que o cometa Lexell de 1770 foi o primeiro objeto descoberto próximo da Terra.
O primeiro asteroide próximo da Terra a ser descoberto foi 433 Eros em 1898. O asteroide foi submetido a várias campanhas de observação extensas, principalmente porque as medições de sua órbita permitiram uma determinação precisa da distância da Terra ao Sol, então imperfeitamente conhecida.
Em 1937, o asteroide 69230 Hermes foi descoberto quando passou pela Terra a duas vezes a distância da Lua. Hermes foi considerado uma ameaça porque foi perdido após sua descoberta; assim, sua órbita e potencial de colisão com a Terra não eram conhecidos com precisão. Hermes só foi redescoberto em 2003, e agora sabe-se que não é uma ameaça pelo menos no próximo século.
Em 14 de junho de 1968, o asteroide de 1,4 km de diâmetro 1566 Icarus passou pela Terra a uma distância de 0,042 UA (6 355 200 km), ou 16 vezes a distância da Lua. Durante esta aproximação, Icarus tornou-se o primeiro planeta menor a ser observado usando radar, com medições obtidas no Observatório Haystack e na Goldstone Tracking Station. Esta foi a primeira aproximação prevista com anos de antecedência (Icarus havia sido descoberto em 1949), e também ganhou atenção pública significativa, devido a notícias alarmistas. Um ano antes da abordagem, os alunos do MIT lançaram o Projeto Icarus, elaborando um plano para desviar o asteroide com foguetes caso fosse encontrado em rota de colisão com a Terra. O Projeto Icarus recebeu ampla cobertura da mídia e inspirou o filme-catástrofe Meteoro, de 1979, em que os Estados Unidos e a União Soviética unem forças para explodir um fragmento da Terra de um asteroide atingido por um cometa.
Em 23 de março de 1989, o asteroide Apolo 4581 Asclepius (1989 FC) de 300 m de diâmetro raspou a Terra a 700 000 km. Se o asteroide tivesse impactado, teria criado a maior explosão da história registrada, equivalente a 20 000 megatons de TNT. Atraiu a atenção generalizada porque foi descoberto apenas após a abordagem mais próxima.
Em março de 1998, cálculos iniciais de órbita para o asteroide recentemente descoberto (35396) 1997 XF11 mostraram uma aproximação potencial em 2028 a 0,00031 UA (46 000 km) da Terra, bem dentro da órbita da Lua, mas com uma grande margem de erro permitindo um acerto direto. Dados adicionais permitiram uma revisão da distância de aproximação de 2028 para 0,0064 UA (960 000 km), sem chance de colisão. Naquela época, relatos imprecisos de um impacto potencial causaram uma tempestade na mídia.

### Risco

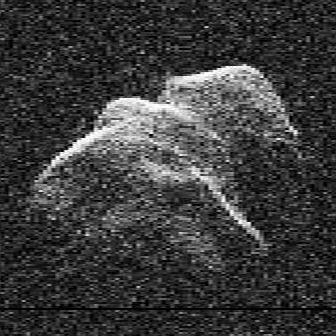
O asteroide 4179 Toutatis é um objeto potencialmente perigoso que passou dentro de 4 distâncias lunares em setembro de 2004 e atualmente tem uma distância mínima possível de 2,5 distâncias lunares

A partir do final da década de 1990, um quadro de referência típico nas buscas por NEOs tem sido o conceito científico de risco. O risco que qualquer objeto próximo da Terra representa é visto considerando tanto a cultura quanto a tecnologia da sociedade humana. Ao longo da história, os seres humanos associaram os NEOs a riscos de mudança, com base em visões religiosas, filosóficas ou científicas, bem como na capacidade tecnológica ou econômica da humanidade para lidar com esses riscos. Assim, os NEOs têm sido vistos como presságios de desastres naturais ou guerras; espetáculos inofensivos em um universo imutável; a fonte de cataclismos de mudança de era ou vapores potencialmente venenosos (durante a passagem da Terra pela cauda do cometa Halley em 1910) e, finalmente, como uma possível causa de um impacto de formação de cratera que poderia até causar a extinção de humanos e outras formas de vida na Terra.
O potencial de impactos catastróficos de cometas próximos da Terra foi reconhecido assim que os primeiros cálculos de órbita forneceram uma compreensão de suas órbitas: em 1694, Edmond Halley apresentou uma teoria de que o dilúvio de Noé na Bíblia foi causado por um impacto de cometa. A percepção humana de asteroides próximos da Terra como objetos benignos de fascinação ou objetos assassinos com alto risco para a sociedade humana diminuiu e fluiu durante o curto período de tempo em que os NEAs foram observados cientificamente. Os cientistas reconheceram a ameaça de impactos que criam crateras muito maiores do que os corpos impactantes e têm efeitos indiretos em uma área ainda maior desde a década de 1980, após a confirmação de uma teoria de que o evento de extinção Cretáceo-Paleogeno (no qual os dinossauros não-aviários morreram) de há 65 milhões de anos foi causado por um grande impacto de asteroide.
A conscientização do público em geral sobre o risco de impacto aumentou após a observação do impacto dos fragmentos do Cometa Shoemaker-Levy 9 em Júpiter em julho de 1994. Em 1998, os filmes Impacto Profundo e Armageddon popularizaram a noção de que objetos próximos da Terra poderiam causar impactos catastróficos. Também nessa época, surgiu uma teoria da conspiração sobre o suposto impacto de 2003 do planeta fictício Nibiru, que persistiu na internet quando a data prevista do impacto foi movida para 2012 e depois para 2017.

#### Escalas de risco
Existem dois esquemas para a classificação científica de riscos de impacto de NEOs:
- a escala simples de Turim, que classifica os riscos de impactos nos próximos 100 anos de acordo com a energia de impacto e a probabilidade de impacto, usando números inteiros entre 0 e 10;[48][49] e
- a mais complexa Escala de Perigo de Impacto Técnico de Palermo, que atribui classificações que podem ser qualquer número real positivo ou negativo; essas classificações dependem da frequência de impacto de fundo, probabilidade de impacto e tempo até o possível impacto.[50]

Em ambas as escalas, os riscos de qualquer preocupação são indicados por valores acima de zero.

#### Magnitude de risco
A frequência de fundo anual usada na escala de Palermo para impactos de energia maiores que {\displaystyle E} de megatoneladas é estimada como:
{\displaystyle f_{B}=0,03E^{-0,8}\;}
Por exemplo, esta fórmula implica que o valor esperado do tempo de agora até o próximo impacto maior que 1 megatonelada é de 33 anos, e que quando ocorrer, há 50% de chance de que seja acima de 2,4 megatoneladas. Esta fórmula só é válida para um certo intervalo de {\displaystyle E}.
No entanto, outro artigo publicado em 2002, no mesmo ano do artigo em que se baseia a escala de Palermo, encontrou uma lei de potência com diferentes constantes:
{\displaystyle f_{B}=0,00737E^{-0,9}\;}
Esta fórmula fornece taxas consideravelmente mais baixas para um dado {\displaystyle E}. Por exemplo, dá a taxa para bólidos de 10 megatoneladas ou mais (como o evento de Tunguska) como 1 a cada 1 000 anos, em vez de 1 a cada 210 anos como na fórmula de Palermo. No entanto, os autores dão uma incerteza bastante grande (uma vez em 400 a 1 800 anos para 10 megatoneladas), devido em parte às incertezas na determinação das energias dos impactos atmosféricos que eles usaram em sua determinação.

#### Riscos altamente cotados
A NASA mantém um sistema automatizado para avaliar a ameaça de NEOs conhecidos nos próximos 100 anos, o que gera a Tabela de Risco do Sentry continuamente atualizada. Todos ou quase todos os objetos são altamente propensos a sair da lista eventualmente à medida que mais observações chegam, reduzindo as incertezas e permitindo previsões orbitais mais precisas.
Em março de 2002, (163132) 2002 CU11 tornou-se o primeiro asteroide com uma classificação temporariamente positiva na Escala de Turim, com cerca de 1 em 9 300 chances de um impacto em 2049. Observações adicionais reduziram o risco estimado para zero, e o asteroide foi removido da Tabela de Risco do Sentry em abril de 2002. Sabe-se agora que nos próximos dois séculos, 2002 CU11 passará pela Terra a uma distância segura (perigeu) de 0,00425 UA (636 000 km) em 31 de agosto de 2080.

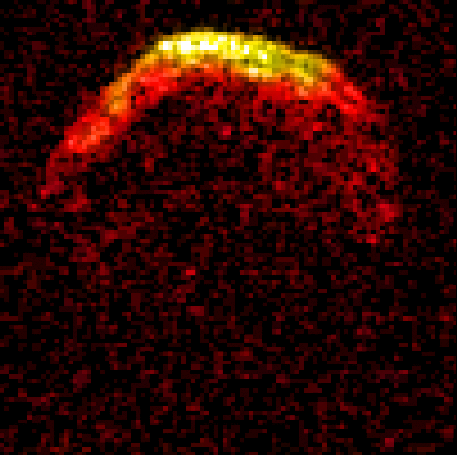
Imagem de radar do asteroide

O asteroide 1950 DA foi perdido após sua descoberta em 1950, já que suas observações durante apenas 17 dias foram insuficientes para determinar com precisão sua órbita; foi redescoberto em 31 de dezembro de 2000. Tem um diâmetro de cerca de um quilômetro e, portanto, um impacto seria globalmente catastrófico. Foi observado por radar durante sua aproximação em 2001, permitindo cálculos de órbita muito mais precisos. Embora este asteroide não nós atingirá pelos próximos 800 anos e, portanto, não tem classificação na escala de Turim, ele foi adicionado à lista Sentry em abril de 2002 como o primeiro objeto com um valor de escala de Palermo maior que zero. A chance máxima de impacto de 1 em 300 então calculada e o valor da escala de +0,17 Palermo foi aproximadamente 50% maior do que o risco de impacto de fundo por todos os objetos grandes semelhantes até 2880. As incertezas nos cálculos da órbita foram reduzidas ainda mais usando observações de radar adicionais em 2012, e isso diminuiu as chances de um impacto. Levando em consideração todas as observações de radar e ópticas até 2021, a probabilidade de impacto em março de 2880 é, em junho de 2022, avaliada em 1 em 34 000. O valor da escala de Palermo correspondente de −2,05 ainda está entre os mais altos para todos os objetos na Tabela de Lista do Sentry.
Em 24 de dezembro de 2004, asteroide 99942 Apophis de 370 m (na época conhecido apenas por sua designação provisória 2004 MN4) foi atribuído um 4 na escala de Turim, a classificação mais alta dada até hoje, conforme as informações disponíveis no tempo traduzido para uma chance de 2,7% de impacto da Terra na sexta-feira de 13 de abril de 2029. Em 28 de dezembro de 2004, observações adicionais reduziram significativamente a zona de incerteza para a abordagem de 2029 e não incluíam mais a Terra. O risco de impacto de 2029, consequentemente, caiu para zero, mas as datas de impacto potencial posteriores ainda foram classificadas como 1 na escala de Turim. Outras observações reduziram o risco de 2036 para uma classificação de Turim de 0 em agosto de 2006. Em 2021, o Apophis foi removido da Tabela de Risco do Sentry.
Em fevereiro de 2006, (144898) 2004 VD17 recebeu uma classificação de 2 na Escala de Turim devido a um encontro próximo previsto para 4 de maio de 2102. Depois que observações adicionais permitiram previsões cada vez mais precisas, a classificação de Turim foi reduzida primeiro para 1 em maio de 2006, depois para 0 em outubro de 2006, e o asteroide foi removido da Tabela de Risco do Sentry inteiramente em fevereiro de 2008.
A partir de 2021, 2010 RF12 está listado com a maior chance de impactar a Terra, em 1 em 22 em 5 de setembro de 2095. Com apenas 7 m de diâmetro, o asteroide, no entanto, é muito pequeno para ser considerado um objeto potencialmente perigoso e não representa uma ameaça séria: o possível impacto de 2095, portanto, classifica apenas −3,32 na escala de Palermo. Espera-se que as observações durante a aproximação de agosto de 2022 determinem se o asteroide irá impactar ou errar a Terra em 2095.

### Projetos para minimizar a ameaça

NEOWISE – primeiros 4 anos de dados a partir de dezembro de 2013 (animação; 20 de abril de 2018)

O primeiro programa astronômico dedicado à descoberta de asteroides próximos da Terra foi o Palomar Planet-Crossing Asteroid Survey. A ligação ao risco de impacto, a necessidade de telescópios de pesquisa dedicados e opções para evitar um eventual impacto foram discutidos pela primeira vez em uma conferência interdisciplinar de 1981 em Snowmass, Colorado, Estados Unidos. Os planos para uma pesquisa mais abrangente, chamada Spaceguard Survey, foram desenvolvidos pela NASA a partir de 1992, sob mandato do Congresso dos Estados Unidos. Para promover a pesquisa em nível internacional, a União Astronômica Internacional (IAU) organizou um workshop em Vulcano, Itália, em 1995, e criou a Spaceguard Foundation também na Itália um ano depois. Em 1998, o Congresso dos Estados Unidos deu à NASA um mandato para detectar 90% dos asteroides próximos da Terra com mais de 1 km de diâmetro (que ameaçam a devastação global) até 2008.
Várias pesquisas realizaram atividades "Spaceguard" (um termo abrangente), incluindo Lincoln Near-Earth Asteroid Research (LINEAR), Spacewatch, Near-Earth Asteroid Tracking (NEAT), Lowell Observatory Near-Earth-Object Search (LONEOS), Catalina Sky Survey (CSS), Campo Imperatore Near-Earth Object Survey (CINEOS), Japan Spaceguard Association, Asiago-DLR Asteroid Survey (ADAS) e Near-Earth Object WISE (NEOWISE). Como resultado, a proporção do número total conhecido e estimado de asteroides próximos da Terra com mais de 1 km de diâmetro aumentou de cerca de 20% em 1998 para 65% em 2004, 80% em 2006, e 93% em 2011. O objetivo original do Spaceguard foi assim alcançado, com apenas três anos de atraso. Em novembro de 2021, 891 NEAs maiores que 1 km foram descobertos, ou 97% de um total estimado de cerca de 920.
Em 2005, o mandato original da Spaceguard dos Estados Unidos foi estendido pelo George E. Brown Jr. Near-Earth Object Survey Act, que exige que a NASA detecte 90% dos NEOs com diâmetros de 140 m ou mais, até 2020. Em janeiro de 2020, estima-se que menos da metade deles tenham sido encontrados, mas objetos desse tamanho atingiram a Terra apenas uma vez em 2000 anos. Em janeiro de 2016, a NASA anunciou a criação do Departamento de Coordenação de Defesa Planetária (PDCO) para rastrear NEOs maiores que cerca de 30 a 50 m de diâmetro e coordenar uma resposta eficaz a ameaças e esforços de mitigação.
Os programas de pesquisa visam identificar ameaças com anos de antecedência, dando tempo à humanidade para preparar uma missão espacial para evitar a ameaça.
REP. STEWART: ... somos tecnologicamente capazes de lançar algo que possa interceptar [um asteroide]? ...
DR. A'HEARN: Não. Se já tivéssemos planos de espaçonaves nos livros, isso levaria um ano... quero dizer, uma pequena missão típica... leva quatro anos desde a aprovação para começar a ser lançada... Congresso dos Estados Unidos
O projeto ATLAS, por outro lado, visa encontrar asteroides impactantes pouco antes do impacto, tarde demais para manobras de deflexão, mas ainda a tempo de evacuar e preparar a região afetada da Terra. Outro projeto, o Zwicky Transient Facility (ZTF), que pesquisa objetos que mudam seu brilho rapidamente, também detecta asteroides passando perto da Terra.
Os cientistas envolvidos na pesquisa do NEO também consideraram opções para evitar ativamente a ameaça se um objeto estiver em rota de colisão com a Terra. Todos os métodos viáveis visam desviar em vez de destruir o NEO ameaçador, porque os fragmentos ainda causariam destruição generalizada. A deflexão, que significa uma mudança na órbita do objeto meses para anos antes do impacto previsto, também requer ordens de magnitude menos energia.

## Número e classificação

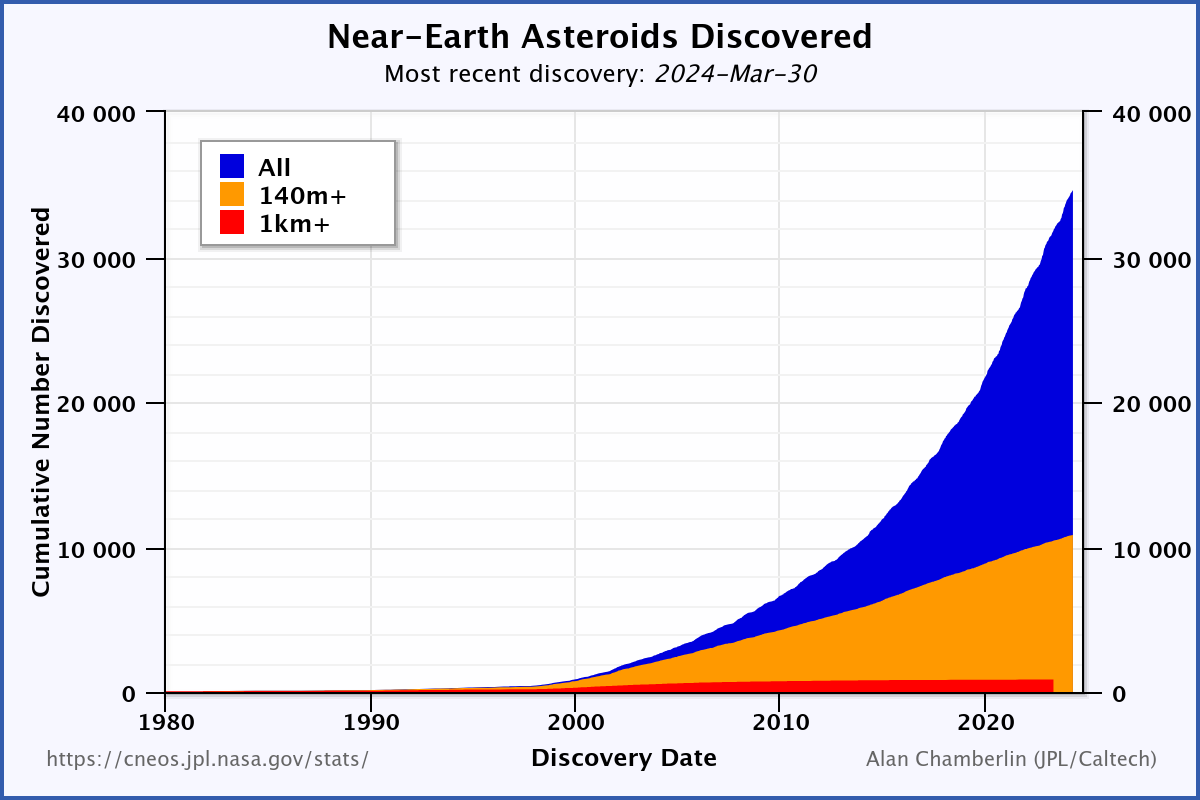
Descobertas cumulativas de asteroides próximos da Terra conhecidos por tamanho, 1980–

Objetos próximos da Terra são classificados como meteoroides, asteroides ou cometas, dependendo do tamanho, composição e órbita. Aqueles que são asteroides também podem ser membros de uma família de asteroides, e os cometas criam fluxos de meteoroides que podem gerar chuvas de meteoros.
Em 4 de novembro de 2021 e de acordo com estatísticas mantidas pelo CNEOS, 27 440 NEOs foram descobertos. Apenas 117 (0,43%) deles são cometas, enquanto 27 323 (99,57%) são asteroides. 2 224 desses NEOs são classificados como asteroides potencialmente perigosos (PHAs).
Em novembro de 2021, mais de 1 200 NEAs aparecem na página de risco de impacto do Sentry no site da NASA. Mais de 1 000 desses NEAs têm menos de 50 metros de diâmetro e nenhum dos objetos listados é colocado mesmo na "zona verde" (Torino Scale 1), o que significa que nenhum merece a atenção do público em geral.

### Vieses observacionais
O principal problema com a estimativa do número de NEOs é que a probabilidade de detectar um é influenciada por vários aspectos do NEO, começando naturalmente com seu tamanho, mas também incluindo as características de sua órbita e a refletividade de sua superfície. O que for facilmente detectado será mais contado, e esses vieses observacionais precisam ser compensados ao tentar calcular o número de corpos em uma população a partir da lista de seus membros detectados.
Asteroides maiores refletem mais luz, e os dois maiores objetos próximos à Terra, 433 Eros e 1036 Ganymed, naturalmente também foram os primeiros a serem detectados. 1036 Ganymed tem cerca de 35 km de diâmetro e 433 Eros tem cerca de 17 km de diâmetro.
O outro grande viés de detecção é que é muito mais fácil detectar objetos no lado noturno da Terra. O céu diurno perto do Sol é muito mais brilhante do que o céu noturno e, portanto, há um contraste muito melhor no céu noturno. O pesquisador do lado noturno também está olhando para o lado ensolarado dos asteroides, enquanto no céu diurno um pesquisador olha para o Sol e vê a parte traseira apagada do objeto. Além disso, o efeito da oposição torna os asteroides ainda mais brilhantes quando a Terra está próxima do eixo da luz solar. O efeito combinado é equivalente à comparação de uma Lua Cheia à noite com uma Lua Nova durante o dia, e a luz dos asteroides iluminados pelo Sol foi chamada de "asteroide cheio" semelhante a uma "lua cheia". Evidenciando esse viés e conforme ilustrado no diagrama abaixo, mais da metade (53%) dos objetos conhecidos próximos à Terra foram descobertos em apenas 3,8% do céu, em um cone de 22,5° voltado diretamente para o Sol, e a grande maioria (87%) foram encontrados pela primeira vez em apenas 15% do céu, no cone de 45° voltado para o Sol. Uma maneira de contornar esse viés de oposição é usar telescópios infravermelhos térmicos que observam suas emissões de calor em vez da luz que refletem.
Asteroides com órbitas que os fazem passar mais tempo no lado diurno da Terra são, portanto, menos propensos a serem descobertos do que aqueles que passam a maior parte do tempo além da órbita da Terra. Por exemplo, um estudo observou que a detecção de corpos em órbitas de baixa excentricidade que cruzam a Terra é favorecida, tornando Atons mais provável de ser detectado do que Apolos.
Esses vieses observacionais devem ser identificados e quantificados para determinar as populações NEO, pois os estudos de populações de asteroides levam em consideração esses vieses de seleção observacional conhecidos para fazer uma avaliação mais precisa. No ano 2000 e levando em consideração todos os vieses observacionais conhecidos, estimou-se que existem aproximadamente 900 asteroides próximos da Terra com pelo menos um quilômetro de tamanho, ou tecnicamente e com mais precisão, com uma magnitude absoluta mais brilhante que 17,75.

### Asteroides próximos da Terra (NEAs)

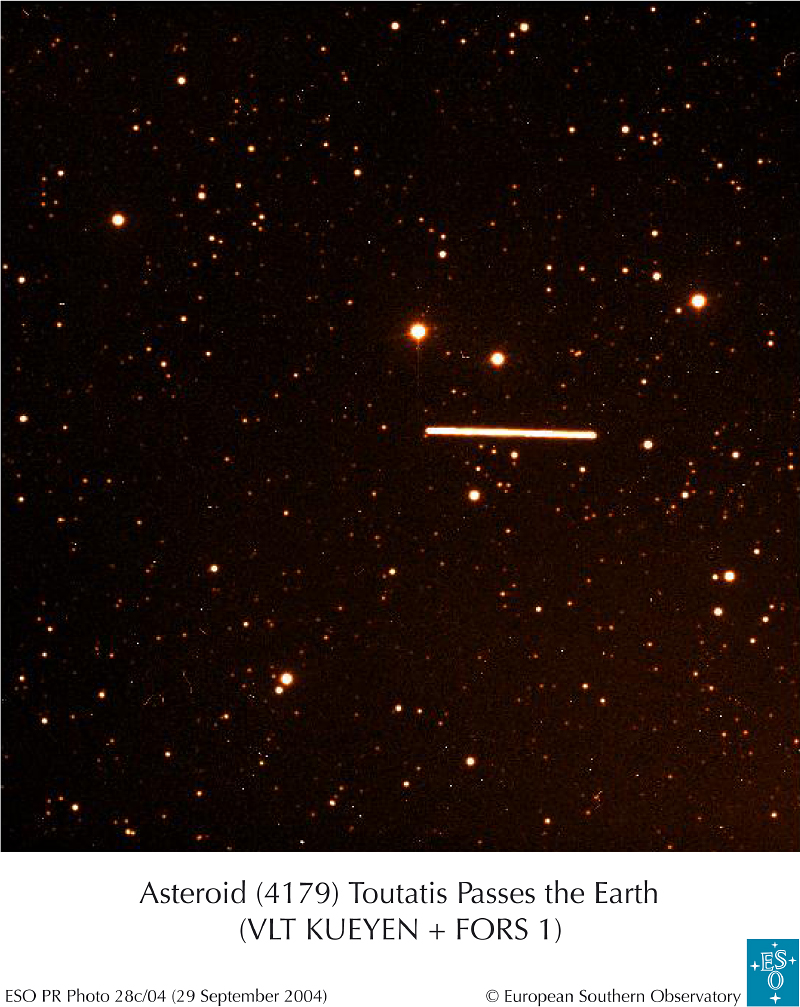
Asteroide 4179 Toutatis a partir do Observatório Paranal

Estes são asteroides em uma órbita próxima à Terra sem a cauda ou coma de um cometa. Em 4 de novembro de 2021, 27 323 asteroides próximos da Terra são conhecidos, 2 224 dos quais são suficientemente grandes e chegam suficientemente perto da Terra para serem considerados potencialmente perigosos.
NEAs sobrevivem em suas órbitas por apenas alguns milhões de anos. Eles são eventualmente eliminados por perturbações planetárias, causando a ejeção do Sistema Solar ou uma colisão com o Sol, um planeta ou outro corpo celeste. Com vidas orbitais curtas em comparação com a idade do Sistema Solar, novos asteroides devem ser constantemente movidos para órbitas próximas à Terra para explicar os asteroides observados. A origem aceita desses asteroides é que os asteroides do cinturão principal são movidos para o interior do Sistema Solar através de ressonâncias orbitais com Júpiter. A interação com Júpiter através da ressonância perturba a órbita do asteroide e ele chega ao interior do Sistema Solar. O cinturão de asteroides tem lacunas, conhecidas como lacunas de Kirkwood, onde essas ressonâncias ocorrem à medida que os asteroides nessas ressonâncias foram movidos para outras órbitas. Novos asteroides migram para essas ressonâncias, devido ao efeito de Yarkovsky que fornece um suprimento contínuo de asteroides próximos da Terra. Comparada com toda a massa do cinturão de asteroides, a perda de massa necessária para sustentar a população NEA é relativamente pequena; totalizando menos de 6% nos últimos 3,5 bilhões de anos. A composição dos asteroides próximos da Terra é comparável à dos asteroides do cinturão de asteroides, refletindo uma variedade de classificações espectrais de asteroides.
Um pequeno número de NEAs são cometas extintos que perderam seus materiais voláteis de superfície, embora ter uma cauda semelhante a um cometa fraco ou intermitente não resulte necessariamente em uma classificação como um cometa próximo à Terra, tornando os limites um pouco confusos. O resto dos asteroides próximos da Terra são expulsos do cinturão de asteroides por interações gravitacionais com Júpiter.
Muitos asteroides têm satélites naturais (satélites de planetas menores). Em outubro de 2021, 85 NEAs eram conhecidos por terem pelo menos um satélite natural, incluindo três conhecidos por terem duas luas. O asteroide 3122 Florence, um dos maiores PHAs com um diâmetro de 4,5 km, tem duas luas medindo 100–300 m de diâmetro, que foram descobertas por imagens de radar durante a sondagem do asteroide em 2017 aproximação da Terra.
Em maio de 2022, um algoritmo conhecido como Tracklet-less Heliocentric Orbit Recovery ou THOR e desenvolvido por pesquisadores da Universidade de Washington para descobrir asteroides no Sistema Solar foi anunciado como um sucesso. O Minor Planet Center da União Astronômica Internacional confirmou uma série de primeiros asteroides candidatos identificados pelo algoritmo.

#### Distribuição de tamanho

Asteroides próximos da Terra conhecidos por tamanho

Embora o tamanho de uma pequena fração desses asteroides seja superior a 1%, a partir de observações de radar, de imagens da superfície do asteroide ou de ocultações estelares, o diâmetro da grande maioria dos asteroides próximos à Terra só foi estimado no base de seu brilho e uma refletividade representativa da superfície de asteroides ou albedo, que é comumente assumida como sendo de 14%. Essas estimativas indiretas de tamanho são incertas por mais de um fator de 2 para asteroides individuais, uma vez que os albedos dos asteroides podem variar pelo menos tão baixo quanto 5% e tão alto quanto 30%. Isso torna o volume desses asteroides incerto por um fator de 8, e sua massa pelo menos tanto, já que sua densidade assumida também tem sua própria incerteza. Usando este método bruto, uma magnitude absoluta de 17,75 corresponde aproximadamente a um diâmetro de 1 km e uma magnitude absoluta de 22,0 a um diâmetro de 140 m. Diâmetros de precisão intermediária, melhores do que de um albedo assumido, mas não tão precisos quanto medições diretas, podem ser obtidos a partir da combinação de luz refletida e emissão térmica infravermelha, usando um modelo térmico do asteroide. Em maio de 2016, o tecnólogo Nathan Myhrvold questionou a precisão de tais estimativas de diâmetro de asteroides decorrentes das missões Wide-field Infrared Survey Explorer e NEOWISE. A versão original de sua crítica não passou na revisão por pares e enfrentou críticas por sua própria metodologia, mas uma versão revisada foi publicada posteriormente.
Em 2000, a NASA reduziu de 1 000-2 000 para 500-1 000 sua estimativa do número de asteroides próximos da Terra existentes com mais de um quilômetro de diâmetro, ou mais exatamente mais brilhante do que uma magnitude absoluta de 17,75. Pouco tempo depois, a pesquisa LINEAR forneceu uma estimativa alternativa de 1.227+170
−90. Em 2011, com base nas observações do NEOWISE, o número estimado de NEAs de um quilômetro foi reduzido para 981±19 (dos quais 93% haviam sido descobertos na época), enquanto o número de NEAs com mais de 140 metros de diâmetro foi estimado em 13 200 ± 1 900. A estimativa NEOWISE diferiu de outras estimativas principalmente por assumir um albedo médio de asteroides ligeiramente menor, que produz diâmetros estimados maiores para o mesmo brilho de asteroide. Isso resultou em 911 asteroides então conhecidos com pelo menos 1 km de diâmetro, em oposição aos 830 então listados pelo CNEOS a partir das mesmas entradas, mas assumindo um albedo ligeiramente maior. Em 2017, dois estudos usando um método estatístico aprimorado reduziram ligeiramente o número estimado de NEAs mais brilhantes que a magnitude absoluta 17,75 (aproximadamente mais de um quilômetro de diâmetro) para 921±20. O número estimado de asteroides próximos da Terra mais brilhantes que a magnitude absoluta de 22,0 (aproximadamente mais de 140 m de diâmetro) subiu para 27 100 ± 2 200, o dobro da estimativa do WISE, dos quais cerca de um terço eram conhecidos em 2018.
Em 4 de novembro de 2021, e usando diâmetros principalmente estimados grosseiramente a partir de uma magnitude absoluta medida e um albedo assumido, 891 NEAs listados pelo CNEOS, incluindo 160 PHAs, medem pelo menos 1 km de diâmetro e 9 886 NEAs conhecidos são maiores que 140 m em diâmetro. O menor asteroide conhecido próximo à Terra é 2008 TS26 com uma magnitude absoluta de 33,2, correspondendo a um diâmetro estimado de cerca de 1 m. O maior desses objetos é 1036 Ganymed, com uma magnitude absoluta de 9,45 e dimensões diretamente medidas equivalentes a um diâmetro de cerca de 38 km.
O número de asteroides mais brilhantes que H = 25, que corresponde a cerca de 40 m de diâmetro, é estimado em cerca de 840 000 ± 23 000, dos quais cerca de 1,3% foram descobertos em fevereiro de 2016; o número de asteroides mais brilhantes que H = 30 (maiores que 3,5 m) é estimado em cerca de 400±100 milhões, dos quais cerca de 0,003% foram descobertos em fevereiro de 2016.

#### Classificação orbital

Tipos de órbitas de asteroides próximos da Terra

Os asteroides próximos da Terra são divididos em grupos com base em seu semi-eixo maior (a), distância do periélio (q) e distância do afélio (Q):
- Os Atira ou Apohele têm órbitas estritamente dentro da órbita da Terra: uma distância do afélio dos asteroides Atira (Q) é menor que a distância do periélio da Terra (0,983 UA). Ou seja, Q < 0,983 AU, o que implica que o semi-eixo maior do asteroide também é menor que 0,983 UA.[101]

O grupo de asteroides Atira (Apohele) em comparação com as órbitas dos planetas terrestres do Sistema Solar

- Os Aton têm um semi-eixo maior de menos de 1 UA e cruzam a órbita da Terra. Matematicamente, a < 1,0 AU e Q > 0,983 AU. (0,983 UA é a distância do periélio da Terra.)

O grupo Aton em comparação com as órbitas dos planetas terrestres do Sistema Solar

- Os Apolo têm um semi-eixo maior de mais de 1 UA e cruzam a órbita da Terra. Matematicamente, a > 1,0 AU e q < 1,017 AU. (1,017 UA é a distância do afélio da Terra.)

Localização dos asteroides Apolo em comparação com as órbitas dos planetas terrestres do Sistema Solar

- Os Amor têm órbitas estritamente fora da órbita da Terra: e a distância do periélio dos asteroides Amor (q) é maior que a distância do afélio da Terra (1,017 UA). Os asteroides Amor também são objetos próximos da Terra, então q < 1,3 AU. Em resumo, 1,017 AU < q < 1,3 AU. (Isto implica que o semi-eixo maior do asteroide (a) também é maior que 1,017 UA.) Algumas órbitas de asteroides Amor cruzam a órbita de Marte.

O grupo de asteroides Amor em comparação com as órbitas dos planetas terrestres do Sistema Solar

(Nota: Alguns autores definem Aton de forma diferente: eles a definem como sendo todos os asteroides com um semi-eixo maior inferior a 1 UA. Ou seja, eles consideram os Atira como parte dos Aton. Historicamente, até 1998, não havia Atira conhecido ou suspeito, então a distinção não era necessária.)
Atira e Amor não cruzam a órbita da Terra e não são ameaças de impacto imediato, mas suas órbitas podem mudar para se tornarem órbitas de travessia da Terra no futuro.
Em 4 de novembro de 2021, 26 Atiras, 2 113 Aton, 15 186 Apolo e 9 998 Amor foram descobertos e catalogados.

#### Asteroides co-orbitais

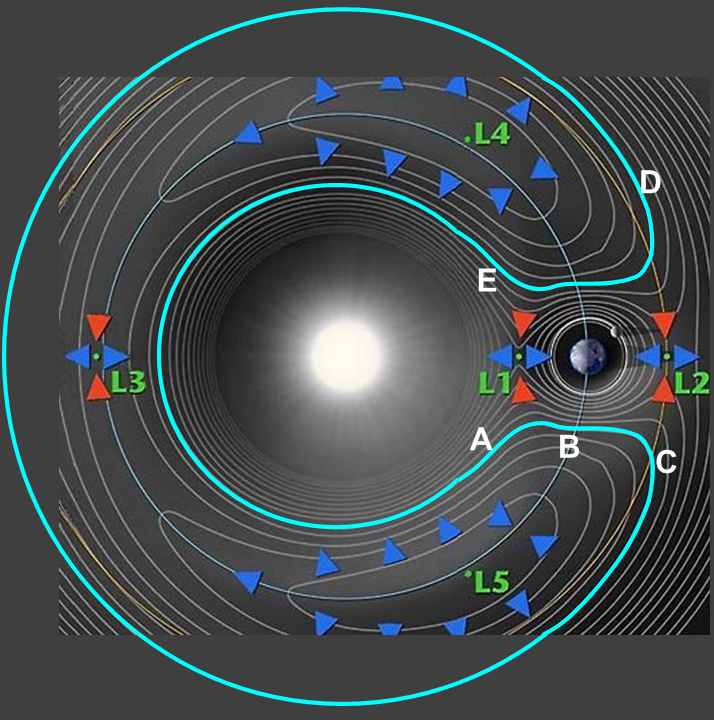
Os cinco pontos Lagrangianos em relação à Terra e possíveis órbitas ao longo dos contornos gravitacionais

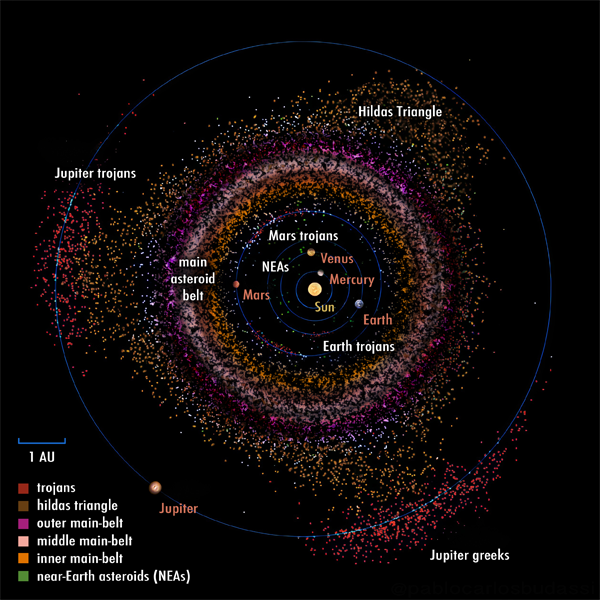
Visão geral do Sistema Solar Interior com diferentes corpos co-orbitais

NEAs em uma configuração co-orbital têm o mesmo período orbital que a Terra. Todos os asteroides co-orbitais têm órbitas especiais que são relativamente estáveis e, paradoxalmente, podem impedir que se aproximem da Terra:
- Troianos: Perto da órbita de um planeta, existem cinco pontos de equilíbrio gravitacional, os pontos lagrangeanos, nos quais um asteroide orbitaria o Sol em formação fixa com o planeta. Dois deles, 60 graus à frente e atrás do planeta ao longo de sua órbita (designados L4 e L5 respectivamente) são estáveis; ou seja, um asteroide próximo a esses pontos permaneceria ali por milhões de anos mesmo que levemente perturbado por outros planetas e por forças não gravitacionais. Em março de 2018, o único Troiano confirmado da Terra é 2010 TK7, circulando o ponto L4 da Terra.[105]
- Libradores de ferraduras: A região de estabilidade em torno de L4 e L5 também inclui órbitas para asteroides co-orbitais que percorrem L4 e L5. Em relação à Terra e ao Sol, a órbita pode se assemelhar à circunferência de uma ferradura, ou pode consistir em voltas anuais que vagam para frente e para trás (libradas) em uma área em forma de ferradura. Em ambos os casos, o Sol está no centro de gravidade da ferradura, a Terra está no vão da ferradura e L4 e L5 estão dentro das extremidades da ferradura. Em 2016, 12 libradores de ferradura da Terra foram descobertos.[106] O mais estudado e, a cerca de 5 km, o maior é o 3753 Cruithne, que viaja ao longo de voltas anuais em forma de feijão e completa seu ciclo de libração em ferradura a cada 770-780 anos.[107][108] (419624) 2010 SO16 é um asteroide em uma órbita relativamente estável de circunferência de uma ferradura, com um período de libração de ferradura de cerca de 350 anos.[109]
- Quase-satélite: Quase-satélites são asteroides co-orbitais em uma órbita elíptica normal com uma excentricidade maior que a da Terra, que viajam de forma sincronizada com o movimento da Terra. Como o asteroide orbita o Sol mais lentamente do que a Terra quando mais distante e mais rápido do que a Terra quando mais próximo do Sol, quando observado da Terra, o quase-satélite parece orbitar a Terra em uma direção retrógrada em um ano, mesmo que não esteja ligado gravitacionalmente. Em 2016, cinco asteroides eram conhecidos por serem um quase-satélite da Terra. 469219 Kamoʻoalewa é o quase-satélite mais próximo da Terra, em uma órbita estável há quase um século.[110] Cálculos de órbita até 2016 mostraram que todos os quase-satélites e quatro dos libradores de ferradura então conhecidos transferem repetidamente entre órbitas de ferradura e quase-satélite.[110] Um desses objetos, 2003 YN107, foi observado durante sua transição de uma órbita quase-satélite para uma órbita em ferradura em 2006; espera-se que seja transferido de volta para uma órbita quase-satélite por volta do ano 2066.[111]
- Satélites temporários: NEAs também podem se transferir entre órbitas solares e órbitas distantes da Terra, tornando-se satélites temporários gravitacionalmente ligados. De acordo com as simulações, os satélites temporários são normalmente capturados quando passam pelos pontos L1 ou L2 Lagrangeanos, e a Terra normalmente tem pelo menos um satélite temporário de 1 m de diâmetro a qualquer momento, mas são muito fracos para serem detectados pelas pesquisas atuais.[112] Em novembro de 2021, as únicas transições observadas foram as dos asteroides 2006 RH120 e 2020 CD3, que eram satélites temporários da Terra por pelo menos um ano desde suas datas de captura.[113][114]

### Meteoroides
Em 1961, a União Astronómica Internacional (IAU) definiu os meteoroides como uma classe de objetos interplanetários sólidos distintos dos asteroides por seu tamanho consideravelmente menor. Essa definição foi útil na época porque, com exceção do evento de Tunguska, todos os meteoros observados historicamente foram produzidos por objetos significativamente menores do que os menores asteroides então observáveis por telescópios. À medida que a distinção começou a se confundir com a descoberta de asteroides cada vez menores e uma maior variedade de impactos NEO observados, definições revisadas com limites de tamanho foram propostas a partir da década de 1990. Em abril de 2017, a IAU adotou uma definição revisada que geralmente limita os meteoroides a um tamanho entre 30 µm e 1 m de diâmetro, mas permite o uso do termo para qualquer objeto de qualquer tamanho que tenha causado um meteoro, deixando assim a distinção entre asteroide e meteoroide turva.

### Cometas próximos da Terra (NECs)

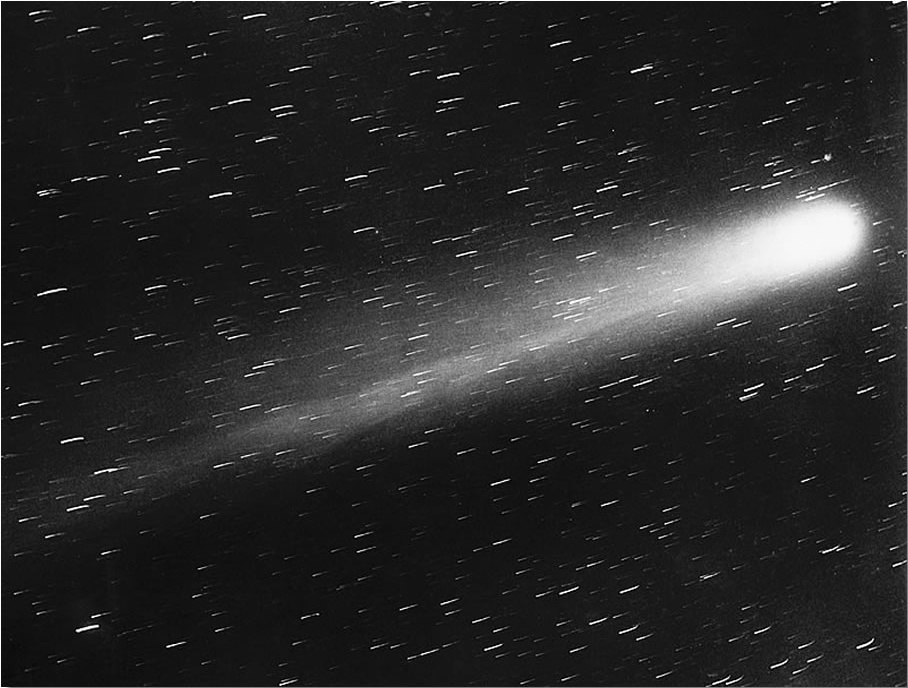
Cometa Halley durante sua aproximação de 0,10 UA da Terra em maio de 1910

Cometas próximos da Terra (NECs) são objetos em uma órbita próxima à Terra com cauda ou coma. Os núcleos dos cometas são tipicamente menos densos que os asteroides, mas passam pela Terra em velocidades relativas mais altas, portanto, a energia de impacto de um núcleo de cometa é ligeiramente maior que a de um asteroide de tamanho semelhante. NECs podem representar um perigo adicional devido à fragmentação: os fluxos de meteoroides que produzem chuvas de meteoros podem incluir grandes fragmentos inativos, efetivamente NEAs. Embora nenhum impacto de um cometa na história da Terra tenha sido confirmado de forma conclusiva, o evento de Tunguska pode ter sido causado por um fragmento do cometa Encke.
Os cometas são comumente divididos entre cometas de curto período e de longo período. Os cometas de curto período, com período orbital inferior a 200 anos, originam-se no cinturão de Kuiper, além da órbita de Netuno; enquanto os cometas de longo período se originam na Nuvem de Oort, nos confins do Sistema Solar. A distinção do período orbital é importante na avaliação do risco de cometas próximos da Terra porque NECs de curto período provavelmente foram observados durante múltiplas aparições e, portanto, suas órbitas podem ser determinadas com alguma precisão, enquanto NECs de longo período podem ser supostamente foram vistos pela primeira e última vez quando apareceram durante a Era da Ciência, portanto, suas abordagens não podem ser previstas com antecedência. Como a ameaça dos NECs de longo período é estimada em no máximo 1% da ameaça dos NEAs, e os cometas de longo período são muito fracos e, portanto, difíceis de detectar a grandes distâncias do Sol, os esforços da Spaceguard se concentraram consistentemente em asteroides e cometas de curto período. O CNEOS ainda restringe sua definição de NECs a cometas de curto período, em 4 de novembro de 2021, 117 desses objetos foram descobertos.
Em novembro de 2021, apenas 23 cometas foram observados passando dentro de 0,1 UA (15 000 000 km) da Terra, incluindo 10 que são ou foram cometas de curto período. Dois desses cometas, o Cometa Halley e o 73P/Schwassmann-Wachmann, foram observados durante várias aproximações. A aproximação observada mais próxima foi de 0,0151 UA (2 250 000 km) para o Cometa Lexell em 1 de julho de 1770. Após uma mudança de órbita devido a uma aproximação de Júpiter em 1779, este objeto não é mais um NEC. A aproximação mais próxima já observada para um NEC de curto período atual é 0,0229 UA (3 425 000 km) para o cometa Tempel-Tuttle em 1366. Este cometa é o corpo pai da chuva de meteoros Leónidas, que também produziu a Grande Tempestade de Meteoros de 1833. Cálculos orbitais mostram que o P/1999 J6 (SOHO), um cometa rasante e confirmado pelo NEC de curto período observado apenas durante as suas aproximações ao Sol, passou a Terra sem ser detectado a uma distância de 0,0121 UA (1 800 000 km) em 12 de junho de 1999.
O cometa 109P/Swift-Tuttle, que também é a fonte da chuva de meteoros Perseidas todos os anos em agosto, tem uma órbita de aproximadamente 130 anos que passa perto da Terra. Durante a recuperação do cometa em setembro de 1992, quando apenas os dois retornos anteriores em 1862 e 1737 foram identificados, os cálculos mostraram que o cometa passaria perto da Terra durante seu próximo retorno em 2126, com um impacto dentro do intervalo de incerteza. Em 1993, retornos ainda mais antigos (de pelo menos 188 d.C.) foram identificados, e a observação mais longa eliminou o risco de impacto. O cometa passará pela Terra em 2126 a uma distância de 23 milhões de km. Em 3044, espera-se que o cometa passe pela Terra a menos de 1,6 milhão de km.

### Objetos artificiais próximos da Terra

Imagens de descoberta de J002E3 tiradas em 3 de setembro de 2002. J002E3 está no círculo

Sondas espaciais extintas e estágios finais de foguetes podem acabar em órbitas próximas à Terra ao redor do Sol e ser redescobertos por pesquisas NEO quando retornarem à vizinhança da Terra.
Em setembro de 2002, os astrônomos encontraram um objeto designado J002E3. O objeto estava em uma órbita temporária de satélite ao redor da Terra, partindo para uma órbita solar em junho de 2003. Os cálculos mostraram que também estava em órbita solar antes de 2002, mas estava perto da Terra em 1971. J002E3 foi identificado como o terceiro estágio do foguete Saturn V que levou a Apollo 12 à Lua. Em 2006, mais dois aparentes satélites temporários foram descobertos, suspeitos de serem artificiais. Um deles acabou sendo confirmado como um asteroide e classificado como o satélite temporário 2006 RH120. O outro, 6Q0B44E, foi confirmado como um objeto artificial, mas sua identidade é desconhecida. Outro satélite temporário foi descoberto em 2013 e foi designado 2013 QW1 como um asteroide suspeito. Mais tarde, descobriu-se que era um objeto artificial de origem desconhecida. 2013 QW1 não está mais listado como um asteroide pelo Minor Planet Center.
Em alguns casos, sondas espaciais ativas em órbitas solares foram observadas por pesquisas NEO e erroneamente catalogadas como asteroides antes da identificação. Durante seu sobrevoo da Terra em 2007 em sua rota para um cometa, a sonda espacial Rosetta da ESA foi detectada não identificada e classificada como asteroide 2007 VN84, com um alerta emitido devido à sua aproximação. A designação 2015 HP116 foi igualmente removida dos catálogos de asteroides quando o objeto observado foi identificado com Gaia, o observatório espacial da ESA para astrometria.

## Impactos
Quando um objeto próximo da Terra atinge a Terra, objetos de até algumas dezenas de metros de diâmetro normalmente explodem na atmosfera superior (geralmente inofensivamente), com a maioria ou todos os sólidos vaporizados e apenas pequenas quantidades de meteoritos chegando à superfície da Terra, enquanto objetos maiores atingem a superfície da água, formando ondas de tsunami, ou a superfície sólida, formando crateras de impacto.
A frequência de impactos de objetos de vários tamanhos é estimada com base em simulações de órbita de populações NEO, a frequência de crateras de impacto na Terra e na Lua e a frequência de encontros próximos. O estudo das crateras de impacto indica que a frequência do impacto tem sido mais ou menos constante nos últimos 3,5 bilhões de anos, o que requer um reabastecimento constante da população NEO do cinturão principal de asteroides. Um modelo de impacto baseado em modelos populacionais NEO amplamente aceitos estima o tempo médio entre o impacto de dois asteroides rochosos com um diâmetro de pelo menos 4 m em cerca de um ano; para asteroides de 7 m de diâmetro (que impacta com tanta energia quanto a bomba atômica lançada em Hiroshima, aproximadamente 15 quilotoneladas de TNT) em cinco anos, para asteroides de 60 m de diâmetro (uma energia de impacto de 10 megatons, comparável ao evento de Tunguska em 1908) em 1 300 anos, para asteroides de 1 km em meio milhão de anos e para asteroides de 5 km em 18 milhões de anos. Alguns outros modelos estimam frequências de impacto semelhantes, enquanto outros calculam frequências mais altas. Para impactos do tamanho de Tunguska (10 megatons), as estimativas variam de um evento a cada 2 000-3 000 anos a um evento a cada 300 anos.
O segundo maior evento observado após o meteoro de Tunguska foi uma explosão de ar de 1,1 megaton em 1963 perto das Ilhas do Príncipe Eduardo entre a África do Sul e a Antártida, que foi detectada apenas por sensores de infrassom. No entanto, isso pode não ter sido um meteoro. O terceiro maior impacto, mas de longe o melhor observado, foi o meteoro de Tcheliabinsk de 15 de fevereiro de 2013. Um asteroide de 20 m anteriormente desconhecido explodiu acima desta cidade russa com um rendimento de explosão equivalente de 400 a 500 quilotons. A órbita calculada do asteroide pré-impacto é semelhante à do asteroide Apolo 2011 EO40, tornando este último o possível corpo-mãe do meteoro.
Em 7 de outubro de 2008, 19 horas após ter sido observado pela primeira vez, o asteroide 2008 TC3 de 4 m explodiu 37 km acima do deserto da Núbia, no Sudão. Foi a primeira vez que um asteroide foi observado e seu impacto foi previsto antes de sua entrada na atmosfera como um meteoro. 10,7 kg de meteoritos foram recuperados após o impacto.
Em 2 de janeiro de 2014, apenas 21 horas depois de ter sido o primeiro asteroide a ser descoberto em 2014, 2 a 4 m 2014 AA explodiu na atmosfera da Terra acima do Oceano Atlântico. Longe de qualquer terra, a explosão do meteoro foi observada apenas por três detectores de infrassom da Organização do Tratado de Proibição Completa de Testes Nucleares. Esse impacto foi o segundo a ser previsto.
Outros impactos previstos incluem 2018 LA em torno da fronteira entre Botswana e África do Sul e 2019 MO em Porto Rico, mas a previsão de impacto de asteroides permanece em sua infância e os impactos de asteroides previstos com sucesso são raros. A grande maioria dos impactos registrados por sensores de infrassom projetados para detectar a detonação de dispositivos nucleares não são previstos.
Os impactos observados não se restringem à superfície e atmosfera da Terra. NEOs do tamanho de poeira impactaram sondas espaciais feitas pelo homem, incluindo a Long Duration Exposure Facility da NASA, que coletou poeira interplanetária na órbita terrestre baixa por seis anos a partir de 1984. Os impactos na Lua podem ser observados como flashes de luz com uma duração típica de uma fração de segundo. Os primeiros impactos lunares foram registrados durante a tempestade Leónidas de 1999. Posteriormente, vários programas de monitoramento contínuo foram lançados. Em março de 2018, o maior impacto lunar observado ocorreu em 11 de setembro de 2013, durou 8 segundos e provavelmente foi causado por um objeto de 0,6 a 1,4 m de diâmetro.

## Aproximações próximas

Sobrevoo do asteroide (ponto central sendo seguido pela sequência). O outro objeto que pisca é um satélite artificial

A cada ano, vários NEOs, em sua maioria pequenos, passam pela Terra mais perto do que a distância da Lua.
Em 10 de agosto de 1972, um meteoro que ficou conhecido como a Grande Bola de Fogo da Luz do Dia de 1972 foi testemunhado por muitas pessoas; moveu-se para o norte sobre as Montanhas Rochosas do sudoeste dos Estados Unidos para o Canadá. Foi um meteoroide que raspava a Terra que passou a 57 km da superfície da Terra e foi filmado por um turista no Parque Nacional de Grand Teton, em Wyoming, com uma câmera de filme colorida de 8 milímetros.
Em 13 de outubro de 1990, o meteoroide EN131090 foi observado acima da Tchecoslováquia e da Polônia, movendo-se a 41,74 km/s ao longo de uma trajetória de 409 km de sul para norte. A aproximação mais próxima da Terra foi de 98,67 km acima da superfície. Foi capturado por duas câmeras da European Fireball Network, que pela primeira vez permitiram cálculos geométricos da órbita de tal corpo.
Em 18 de março de 2004, LINEAR anunciou que um asteroide de 30 m, 2004 FH, passaria pela Terra naquele dia a apenas 42 600 km, cerca de um décimo da distância até a Lua, é a aproximação mais próxima já notada até então. Eles estimaram que asteroides de tamanho semelhante chegam o mais perto possível a cada dois anos.
Em 31 de março de 2004, duas semanas após 2004 FH, 2004 FU162 estabeleceu um novo recorde para a aproximação registrada mais próxima acima da atmosfera, passando a superfície da Terra a apenas 6 500 km de distância (cerca de um raio da Terra ou um sexagésimo da distância para a lua). Por ser muito pequeno 6 metros, o FU162 foi detectado apenas algumas horas antes de sua aproximação mais próxima. Se tivesse colidido com a Terra, provavelmente teria se desintegrado inofensivamente na atmosfera.
Em 4 de fevereiro de 2011, um asteroide designado 2011 CQ1, estimado em 0,8–2,6 m de diâmetro, passou a 5 500 km da Terra, estabelecendo um novo recorde para a aproximação mais próxima sem impacto, que ainda está em vigor em setembro de 2018.
Em 8 de novembro de 2011, o asteroide (308635) 2005 YU55, relativamente grande com cerca de 360 m de diâmetro, passou a 324 600 km (0,85 distâncias lunares) da Terra.
Em 15 de fevereiro de 2013, o asteroide de 30 m 367943 Duende (2012 DA14) passou aproximadamente 27 700 km acima da superfície da Terra, mais próximo do que os satélites em órbita geossíncrona. O asteroide não era visível a olho nu. Esta foi a primeira passagem próxima de um objeto descoberto durante uma passagem anterior e, portanto, foi a primeira a ser prevista com bastante antecedência.

## Missões exploratórias
Alguns NEOs são de interesse especial porque podem ser explorados fisicamente com uma velocidade de missão menor do que a necessária até mesmo para a Lua, devido à combinação de baixa velocidade em relação à Terra e gravidade fraca. Eles podem apresentar oportunidades científicas interessantes tanto para investigação geoquímica e astronômica direta, quanto como fontes potencialmente econômicas de materiais extraterrestres para exploração humana. Isso os torna um alvo atraente para exploração.

### Missões para NEAs

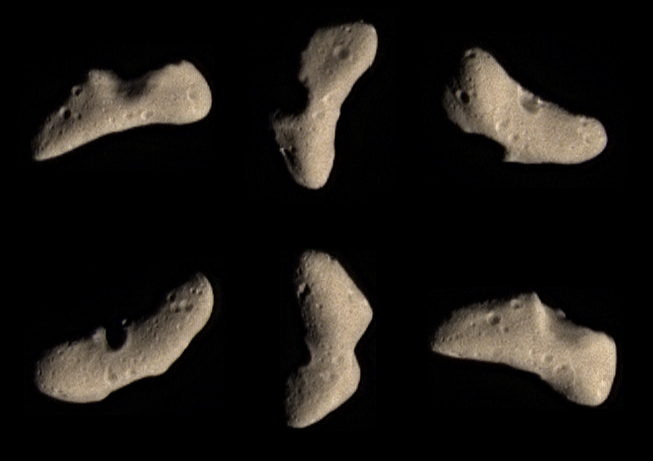
433 Eros visto pela sonda NEAR Shoemaker da NASA

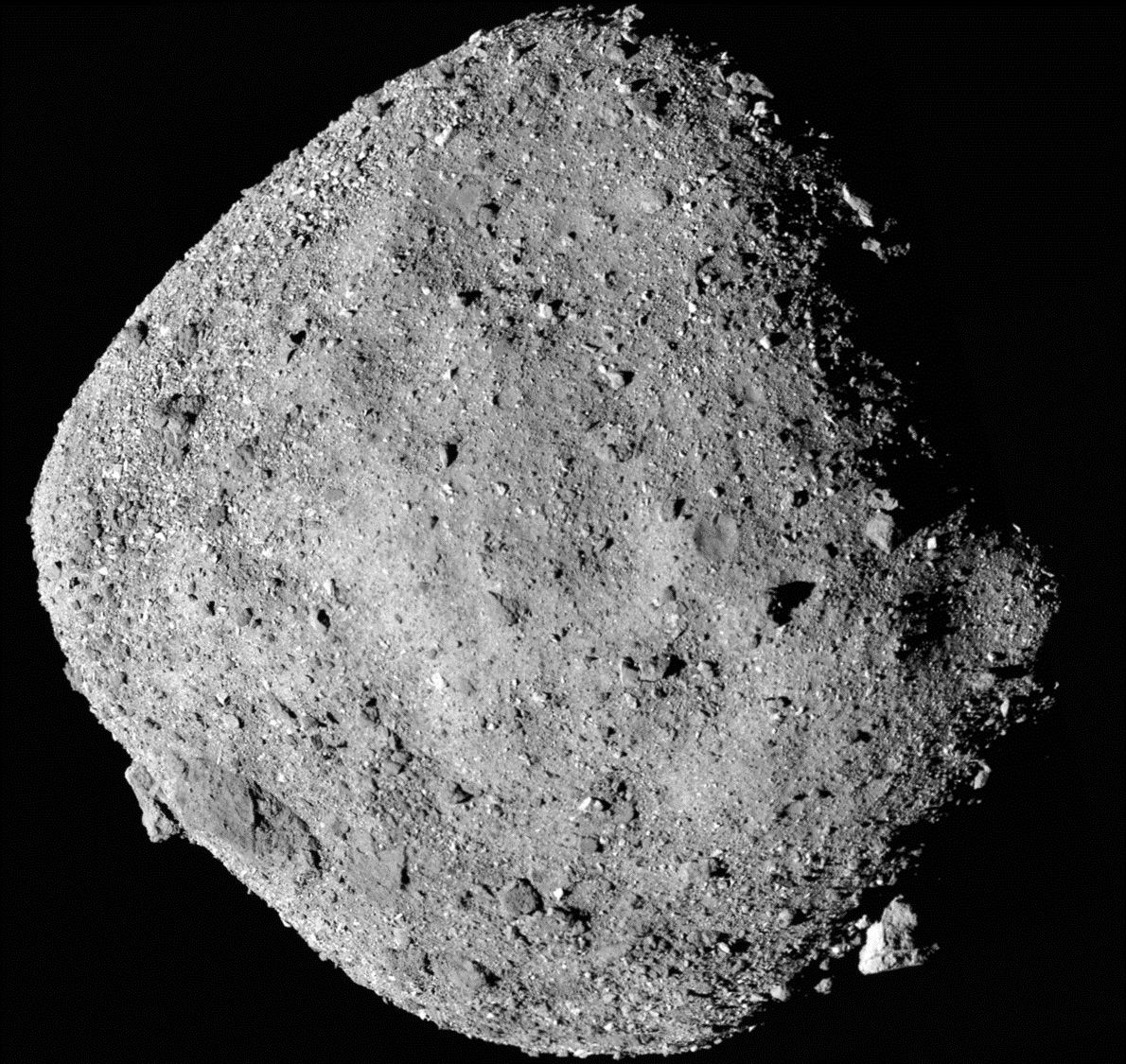
Mosaico de imagens do asteroide 101955 Bennu, alvo da sonda OSIRIS-REx da NASA

A União Astronómica Internacional realizou um workshop sobre planetas menores em Tucson, Arizona, Estados Unidos, em março de 1971. Nesse ponto, o lançamento de uma sonda espacial para asteroides foi considerado prematuro; o workshop apenas inspirou o primeiro levantamento astronômico voltado especificamente para NEAs. As missões para asteroides foram consideradas novamente durante um workshop na Universidade de Chicago realizado pelo Escritório de Ciências Espaciais da NASA em janeiro de 1978. De todos os asteroides próximos da Terra (NEA) que foram descobertos em meados de 1977, estimava-se que a espaçonave poderia se encontrar e retornar de apenas cerca de 1 em cada 10 usando menos energia propulsiva do que o necessário para chegar a Marte. Foi reconhecido que, devido à baixa gravidade superficial de todos os NEAs, mover-se na superfície de um NEA custaria muito pouca energia e, portanto, as sondas espaciais poderiam coletar várias amostras. No geral, estimou-se que cerca de 1% de todas as NEAs podem fornecer oportunidades para missões tripuladas por humanos, ou não mais do que cerca de dez NEAs conhecidas na época. Um aumento de cinco vezes na taxa de descoberta de NEAs foi considerado necessário para fazer uma missão tripulada em dez anos valer a pena.
O primeiro asteroide próximo da Terra a ser visitado por uma espaçonave foi o asteroide 433 Eros de 17 km quando a sonda Near Earth Asteroid Rendezvous (NEAR) da NASA orbitou em fevereiro de 2001, pousando na superfície do asteroide em fevereiro de 2002. Um segundo asteroide próximo da Terra, o 25143 Itokawa, com 535 m de comprimento em forma de amendoim, foi visitado em setembro de 2005 pela missão Hayabusa da JAXA, que conseguiu levar amostras de material de volta à Terra. Um terceiro asteroide próximo da Terra, o 4179 Toutatis alongado de 2,26 km, foi explorado pela sonda Chang'e 2 da CNSA durante um sobrevoo em dezembro de 2012.
O asteroide Apolo 162173 Ryugu de 980 m é o alvo da missão Hayabusa2 da JAXA. A sonda espacial foi lançada em dezembro de 2014, chegou ao asteroide em junho de 2018 e devolveu uma amostra à Terra em dezembro de 2020. O asteroide Apolo 101955 Bennu de 500 m, que, em novembro de 2021, tem a maior classificação cumulativa na escala Palermo (-1,41 para vários encontros próximos entre 2178 e 2290), é o alvo da sonda OSIRIS-REx da NASA. A missão do Programa New Frontiers foi lançada em setembro de 2016. Em sua jornada de dois anos para 101955 Bennu, a sonda procurou os asteroides troianos da Terra, se encontrou com 101955 Bennu em agosto de 2018 e entrou em órbita ao redor do asteroide em dezembro de 2018. O OSIRIS-REx retornará amostras do asteroide em setembro de 2023.
Em abril de 2012, a empresa Planetary Resources anunciou seus planos de minerar asteroides comercialmente. Em uma primeira fase, a empresa revisou os dados e selecionou potenciais alvos entre os NEAs. Em uma segunda fase, as sondas espaciais seriam enviadas aos NEAs selecionados; espaçonave de mineração seria enviada em uma terceira fase. A Planetary Resources lançou dois satélites de teste em abril de 2015 e janeiro de 2018, e o primeiro satélite de prospecção para a segunda fase foi planejado para um lançamento em 2020 antes do fechamento da empresa e seus ativos adquiridos pela ConsnSys Space em 2018.
A Missão de Vigilância de Objetos Próximos à Terra (NEOSM) está planejada para ser lançada não antes de 2025 para descobrir e caracterizar a órbita da maioria dos asteroides potencialmente perigosos maiores que 140 m ao longo de sua missão.
Em 26 de setembro de 2022, a sonda DART impactou Dimorphos, em um teste de um método de defesa planetária contra objetos próximos da Terra.

### Missões para NECs

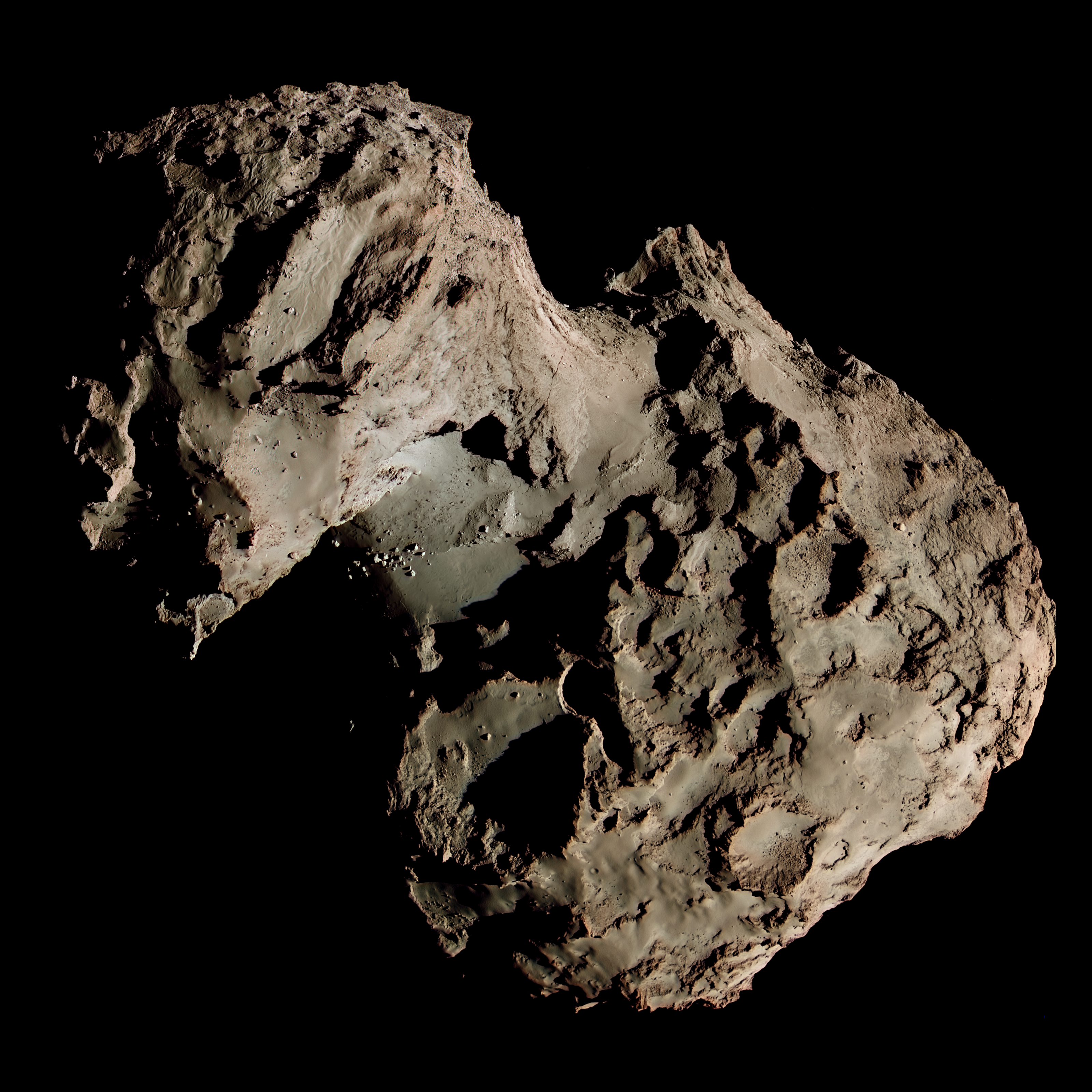
67P/Churyumov-Gerasimenko visto pela sonda Rosetta da ESA

O primeiro cometa próximo da Terra visitado por uma sonda espacial foi 21P/Giacobini-Zinner em 1985, quando a sonda da NASA/ESA International Cometary Explorer (ICE) passou por seu coma. Em março de 1986, o ICE, juntamente com as sondas soviéticas Vega 1 e Vega 2, as sondas Sakigake e Suisei da ISAS  e a sonda Giotto da ESA voaram pelo núcleo do cometa Halley. Em 1992, Giotto também visitou outro NEC, 26P/Grigg-Skjellerup.
Em novembro de 2010, a sonda Deep Impact da NASA voou pelo cometa próximo à Terra 103P/Hartley. Anteriormente, em julho de 2005, esta sonda voou pelo cometa não-próximo da Terra 9P/Tempel 1, atingindo-o com uma grande massa de cobre.
Em agosto de 2014, a sonda Rosetta da ESA começou a orbitar o cometa próximo da Terra 67P/Churyumov-Gerasimenko, enquanto sua sonda Philae pousou em sua superfície em novembro de 2014.